# Heinrich Conrad Bierwirth
Heinrich Conrad Bierwirth (* 20. April 1853 in Weddelbrook; † 3. Februar 1940 in Cambridge (Massachusetts), USA) war ein deutscher Germanist. Er war Professor für Germanistik an der Harvard-Universität in Cambridge, Massachusetts.

## Leben
Bierwirth brach den Besuch des Realgymnasiums in Celle 1870 in der Obersekunda ab, um in Hamburg als Schiffsjunge zur See zu gehen. Im Frühjahr 1874 beendete er seine Seemannslaufbahn, die er nur kurz im Jahr 1872 für einen Besuch in Deutschland bei seinen Verwandten unterbrochen hatte, in New York. Er immigrierte am 15. April 1874 in die USA, reiste weiter nach Chicago zu Verwandten seiner Mutter und begann in Michigan ein Angestelltenverhältnis in einer Lederhandlung. Dort verbesserte er gezielt sein Englisch und besuchte verschiedene Fortbildungsveranstaltungen.
1876 ging er nach Andover an die Phillips Academy, eine Vorbereitungsschule für Colleges. Sein Privatunterricht für deutsche Sprache ermöglichte ihm 1879 einen ersten Besuch in Deutschland. Um dort bei der Einreise keine Schwierigkeiten wegen des noch nicht abgeleisteten Militärdienstes zu bekommen, nahm er zuvor im April 1879 die US-amerikanische Staatsbürgerschaft an. In Deutschland besuchte er unter anderem seine Eltern in Meinersen. Nach zweijähriger Ausbildung an der Phillips Academy schrieb er sich 1880 an der Harvard-Universität ein. Das Studium schloss er 1884 erfolgreich ab und kehrte als Lehrer, unter anderem für Deutsch, an die Phillips Academy zurück. Im Jahr 1887 begann er ein Fachstudium in Deutschland und studierte drei Semester an der Universität Berlin und zwei Semester an der Universität Jena. In dieser Zeit schrieb er seine Dissertation zum Thema Die Vocale der Mundart von Meinersen, die er im Februar 1890 in Jena erfolgreich abschloss.
Im Herbst 1892 begann Bierwirths Laufbahn an der Harvard-Universität als Instructor, es folgten Anstellungen als Assistant Professor, Associated Professor und schließlich Professor.
Mit seinen an der Harvard-Universität verfassten und zwischen 1900 und 1918 erschienenen Büchern zum Erlernen der deutschen Sprache ist Heinrich Conrad Bierwirth auch heute noch mit Reprint-Auflagen aktuell.

## Schriften
- Die Vocale der Mundart von Meinersen. Jena 1890 (Dissertation).
- Zur Geschichte des Wortes Schmetterling. In: Beiträge zur Geschichte der Deutschen Sprache und Literatur. Band 15. 1890, S. 387–389.
- The Elements of German. New York 1900.
- Words of Frequent Occurrence in Ordinary German. New York 1900.
- Beginning German. A Series of Lessons with an Abstract of Grammar. New York 1903.
- German Inflection: Arranged in Parallels. New York 1908.
- Ährenlese. A German Reader with practical Exercises. Boston 1918.